# Monte Kumotori
Il monte Kumotori (雲取山?, Kumotoriyama) (2.017 m s.l.m.) è una montagna giapponese appartenente alla catena degli Okuchichibu e sita nell'isola maggiore del paese, Honshū.

## Caratteristiche
Dall'alto dei suoi 2017 metri, la vetta del Kumotori è amministrativamente ripartita fra i comuni di Chichibu, Tabayama e Okutama e le rispettive prefetture di Saitama, di Yamanashi e Tōkyō, della quale costituisce peraltro sia il punto più elevato che il più occidentale. Essa rappresenta inoltre la parte terminale della dorsale di Ishione (石 尾根), che s'erge nei pressi della stazione ferroviaria di Okutama, ed è considerata come il confine convenzionale fra la suddetta catena degli Okuchichibu ed i monti di Okutama.
L'area montana circostante fa parte del Parco Nazionale del Chichibu-Tama-Kai e le foreste presenti sulle sue pendici sono importanti per l'intera regione in quanto costituiscono fonti d'acqua per il fiume Tama; esse sono infatti legalmente tutelate dalle autorità delle prefetture di Tōkyō e di Yamanashi sotto il nome di Suigenrin (水源 林, traducibile all'incirca come "la foresta della sorgente d'acqua"). Sulla sommità del monte è presente un piccolo rifugio alpino raggiungibile per mezzo di un sentiero e pensato per le situazioni di emergenza. Esso è tuttavia raramente adoperato durante le ore notturne dagli escursionisti, i quali preferiscono pernottare ad altitudini più basse laddove possibile per via delle rigide temperature e della posizione remota e poco accessibile della vetta.

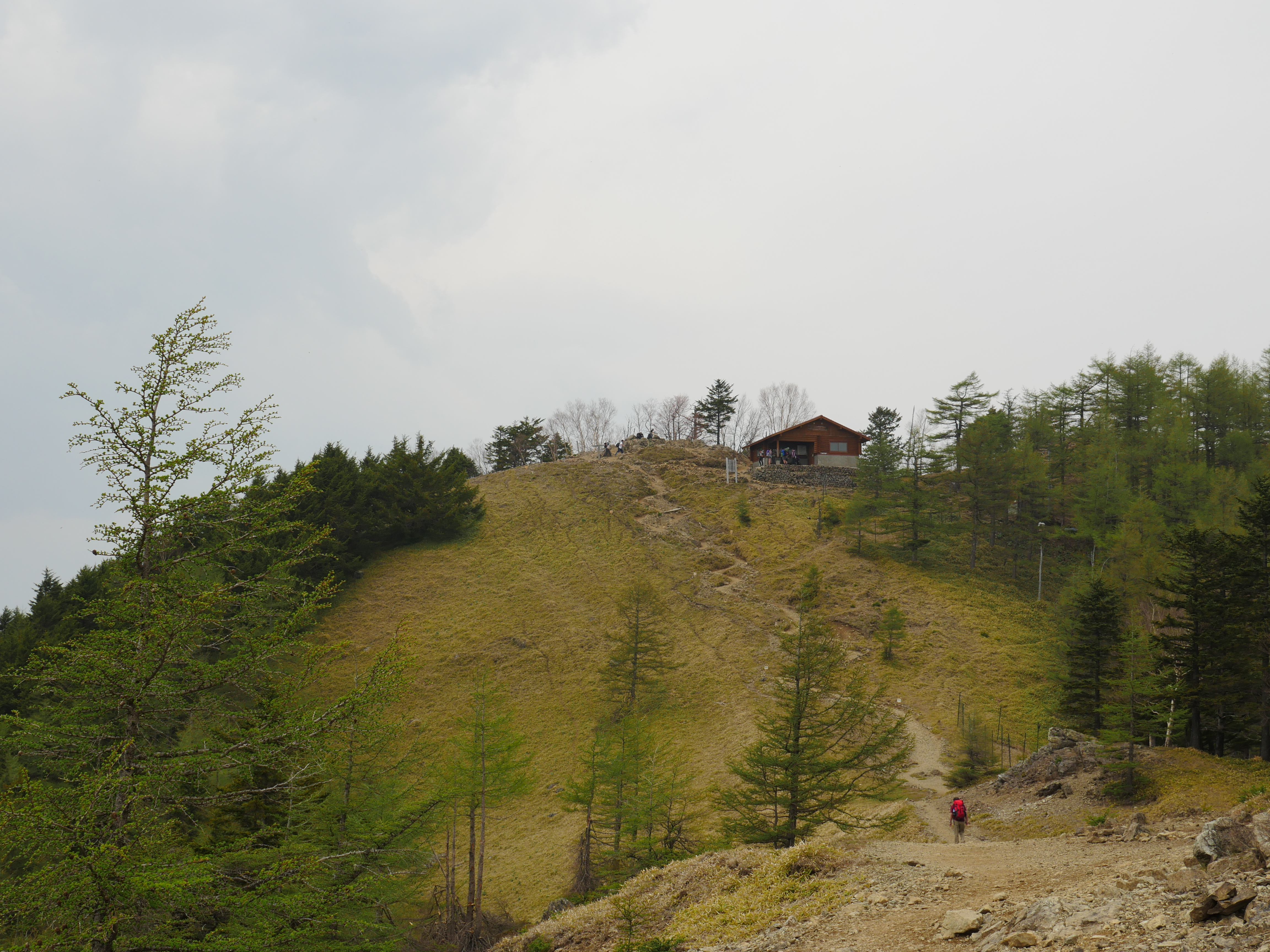
La cima del monte ed il suo rifugio

Osservando verso meridione, qualora le condizioni meteorologiche non inficino la visibilità delle zone circostanti, da essa si può  godere della vista del vulcano Fuji e del Kokumotoriyama, secondo monte per elevazione della prefettura di Tōkyō (1927 m) noto appunto come il "piccolo monte Kumotori". A settentrione invece, nella prefettura di Saitama, si possono scorgere il Myōhōgatake e lo Shiraiwa-yama. Tali rilievi, unitamente al Kumotori, sono globalmente noti come Mitsumine-san (三 峰山, "montagne Mitsumine").
Il Kumotori fa parte del Nihon hyaku meizan (日本百名山? lett. "Cento montagne famose del Giappone"), un saggio dell'alpinista Kyūya Fukada in cui per l'appunto sono elencate cento montagne nipponiche notevoli per la bellezza dei paesaggi, per la rilevanza storica o semplicemente per l'elevazione sul livello del mare delle loro vette.